# Брит-Мари је била ту
Брит—Мари је била ту (швед. Britt-Marie var här; енгл. Britt-Marie Was Here) роман је Фредрика Бакмана (швед. Fredrik Backman), шведског колумнисте, блогера и писца. Роман је написан 2014. године, а преведен на српски језик 2019. године. Фредрик Бакман дебитовао је у књижевности 2012. године, када је објавио светски феномен Човек по имену Уве који је продат у више од 4 милиона примерака. После светског хита Човек по имену Уве и романа Моја бака вам се извињава, Бакман је написао још један роман на забаван и дирљив начин.

## О делу
Брит—Мари је била ту је истовремено и дирљива и изузетно смешна прича где су јунаци старији људи који су принуђени да се сналазе у новим животним приликама и да се суочавају са потпуно новим изазовима које живот поставља пред њих.
Брит—Мари је шездесетрогодишњакиња која напушта мужа после 40 година неуспелог брака без љубави. Проналази једини посао који је био доступан за њу у Вароши, оронулом малом насељу упропашћеном економском кризом. Главна јунакиња увек вечера у исто време, увек устаје у исто време и користи исто средство за прање прозора Факсин који се одавно не испоставља радњама. Она је ситничава, педантна и започиње нов живот са бучном децом, блатњавим подовима и непознатим људима. Сами становници Вароши су на ивици очаја и препуштају се великој љубави према фудбалу. У Вароши постоји омладински клуб, продат фудбалски терен, па деца играју фудбал на улици. Ангажују Брит—Мари за фудбалског тренера јер не могу без тренера да се пријаве за учествовање у такмичењу.
Бакман проналази пут до срца читалаца представљајући обичну особу која има нешто врло посебно у себи за шта ни сама није знала да постоји. У роману Брит-Мари постепено руши зидове иза којих се крије и проналази нешто драгоцено у себи.

## Ликови
- Брит—Мари, 63—годишњакиња, главни лик романа
- Кент, бивши муж Брит—Мари
- Алф, бивши момак Брит—Мари и рођени брат Кента
- Девојка из Завода за запошљавање
- Свен, локални полицајац
- Особа, жена у колицима која ради у пицерији, бакалници, пошти, аутомеханичарској радњи
- Банк, жена са ослабљеним видом и штапом
- Вега, девојчица из Вароши која игра фудбал са дечацима
- Омар, Вегин брат
- Сами, Вегин и Омаров старији брат
- Психо, Самијев пријатељ из детињства
- друга деца из тима

## ДвадесетаНоћ књиге
За Ноћ књиге, манифестацију која се 20. пут одржава у земљи и региону читаоци су највише куповали и нову књигу Фредрика Бакмана Пут до куће сваког јутра све је дужи, али и његове претходне романе Брит-Мари је била ту, Човек по имену Уве и Моја бака вам се извињава.